# Vila Carvalho
Vila Carvalho é um bairro de Sorocaba, município do estado brasileiro de São Paulo, localizado entre a região central da cidade e a Zona Norte. Por esse motivo não é considerado um bairro pertencente a esta zona, devido sua proximidade ao centro. A população é estimada entre 25 a 35 mil habitantes.
Sendo uma parte das residências habitada por ex-ferroviários da Estrada de Ferro Sorocabana, muitas das famílias residentes são antigos habitantes do local, tornando a Vila Carvalho um bairro tradicional. Hoje pode ser considerado um local de classe média, abrigando, inclusive, um hipermercado e escolas pública e particular de ensino infantil e fundamental.
No bairro está localizada a Avenida General Osório, que é o principal acesso ao bairro. Contudo, a via atualmente não contempla grande comércio e possui apenas um banco, o que faz com que os moradores próximos a ela se desloquem ao centro ou à Zona Norte em busca de serviços bancários ou comerciais.
O bairro ainda conta com a paróquia São Benedito, igrejas evangélicas e uma grande capela Mórmon. A Vila Carvalho também dá nome ao time de futebol do bairro, que disputa os campeonatos municipais organizados pela prefeitura de Sorocaba.Está localizada no bairro o templo Sede da Igreja do Evangelho Quadrangular, na Rua Escolástica Rosa de Almeida.
No bairro fica localizada a escola de samba Unidos do Cativeiro, além do time de futebol Vila Carvalho.